# Rica
Rica (abch. Риҵа) – jezioro w zachodnim Kaukazie położone w północnej części Abchazji, w rejonie Gudauta. 
Znajduje się ono w dorzeczu Bzypu. Ma powierzchnię 1,49 km², a głębokość dochodzi do 102 m. Temperatura jeziora waha się od 4,8 zimą do 17-20 stopni Celsjusza.